# バージェス・カンパニー
バージェス・カンパニー（Burgess Company）はアメリカ合衆国で1910年から1918年の間、活動した航空機メーカーである。
1910年に "Burgess Company and Curtis, Inc." として、W・スターリング・バージェスとグリーリー・S・カーティスによって、マサチューセッツ州マーブルヘッドのバージェスの造船所の構内に設立された。1911年2月1日に、アメリカ合衆国におけるライト兄弟の航空機の製造のライセンスを得て、ライト兄弟の設計による航空機の製造を行った。1912年に契約に反してモデル Fのいくつかにポンツーン（浮舟）を追加した。1914年1月にライセンス契約の停止が合意された。
1914年にカーチス飛行機・発動機会社(Curtiss Aeroplane and Engine Company)との混同をさけるためにバージェス・カンパニーと改名されたが、グリーリー・S・カーティスは依然として大株主であった。バージェスが設計と飛行試験を行い、カーティスが経理と技術援助を行い、ライト兄弟のデイトン工場の工場長であったフランク・ラッセルが製造を統括した。1914年2月10日にカーチス飛行機・発動機会社に買収され、1916年末までカーチスのアメリカ海軍向けの練習機の生産をおこなったが、バージェスの名前の航空機は1918年11月8日に工場が火災にあい廃棄されるまで生産された。
軍に水上機などを納入し、アメリカ陸軍に最初に納入された牽引式の航空機はバージェス Hであった。1913年9月に信号部隊に納入された水上機はフィリピンで飛行学校の設立に用いられた。1914年12月バージェス・ライト複葉機で、空中無線通信の実験が行われた。海軍向けのCurtiss N-9の681機のライセンス生産のほかに以下の航空機を生産した。
- Herring-Burgess A ：Augustus Herringによる設計
- Burgess Model B ：1916年に陸軍に納入され BP 練習機として使われた。
- Burgess Model D ： Curtiss Model Dのライセンス機
- Burgess Model E ： Grahame-White Babyのライセンス機
- Burgess Model F ： ライト Bのライセンス機、5機を陸軍に納入
- Burgess Model G ： ライト Bの改造型、生産されず
- Burgess Model H ： 陸軍に5機を納入、1機を海軍に納入
- Burgess HT-2 Speed Scout ：1機を海軍に納入
- Burgess HT-1 Scout ：海軍に1機を納入、フィリピンで使用
- Burgess Model I ：水上機、陸軍がフィリピンで使用
- Burgess J Scout ： ライト Cの改良型
- Burgess Model S ： 6機を海軍に納入、水上機
- Burgess Model U ： 1917年に陸軍に納入、バージェス解散前の最後の機体
- Burgess-Dunne ： イギリスのジョン・ウィリアム・ダンの設計による無尾翼複葉水上機のライセンス生産。1機がカナダの初の軍用機となった。アメリカ海軍も1914年に購入し AH-7として使用した。